# カール・デントン
ジェームズ・カーライル・”カール”・デントン（1874年11月21日 - 1955年11月14日）は、イギリス生まれのアメリカ人指揮者。オレゴン交響楽団（当時はポートランド交響楽団）の初代音楽監督として知られる。

## 生涯
イングランドのヨークシャー・バットレーにてジェームズ・カール・デントン、アグネス・デントン（旧姓スミス）夫妻の子として生まれた。6歳でピアノを始め、後にオルガンとバイオリンの訓練も始めた。国勢調査の記録によれば、デイトンがアメリカ合衆国に移住したのは1885年とある。しかし、彼は王立音楽院に入学しているので、その後再びイングランドに3年間は帰国していることになる。王立音楽院ではメダリストとなった。その後、コヴェント・ガーデンのオーケストラに参画し、グランヴィル・バントック、エドワード・エルガー、サミュエル・コールリッジ＝テイラー、チャールズ・ヒューバート・パリーといった指揮者兼作曲家のために演奏した。
その後、デントンはオレゴン州ポートランドのトリニティ・エピスコパル・チャーチのオルガニストとして招待され、1901年から1910年まで活動した。1910年に同職を辞すると、聖ステパノ聖公会聖堂（St. Stephens's Episcopal Pro-Cathedral）でオルガニスト及び聖歌隊指揮者を45年間に亘って務めた。当時、デントンはオルガンの巨匠として知られていた。また、リンカーン高校などポートランド市内のいくつかの学校でオーケストラと音楽理論も教えていた。また彼は王立音楽院のポートランド代表も務めていた。
1910年、デントンはポートランド交響協会の設立を支援。1911年には同オーケストラの4人の巡回指揮者の内の1人に選ばれた。デントンは1911年12月17日、シーズン2回目のコンサートを新しく完成したばかりのハイリグ・シアターで指揮を振った。1918年8月18日、オーケストラの理事会はデントンをポートランド交響楽団の初代常任指揮者に指名。候補者3人の中からの選抜であった。音楽監督に抜擢されたデントンは、東部に新しい楽譜や音楽を求め旅行をした。また、サンフランシスコやロサンゼルスなどで14回の公演に参加した。彼が辞表を提出したのは1925年1月17日であり、1925年5月20日に最終公演がミュニシパル・オーディトリアムで行われた。この公演では、サミュエル・コールリッジ＝テイラーのカンタータ『古い日本の物語』が演奏された。彼の希望により、デントンは自らの収入源の大半となっていたポートランド交響聖歌隊の指揮者のポストには留任し続けた。
次代の音楽監督はセオドア・スピアリングである。彼はデントンが提案した3人の巡回指揮者の内の1人であった。なお、スピアリングが実際に指揮を振るったのは、彼が死去する直前のわずかの期間であった。

## 私生活
妻に、1909年7月14日に結婚したアイリーン・W・デントン（旧姓ウェッバー）がいた。彼女が1953年9月7日に没した後、デントンはワシントン州シアトルに移住し、息子のジェームズ・C・デントンと共に暮らした。